# Othman El Kabir
Othman El Kabir (tiếng Ả Rập: عثمان الكبير; sinh ngày 17 tháng 7 năm 1991) là một cầu thủ bóng đá người Hà Lan gốc Maroc hiện tại thi đấu cho câu lạc bộ Nga Ural Yekaterinburg ở vị trí tiền vệ trái.

## Sự nghiệp câu lạc bộ

### Djurgårdens IF
El Kabir ký bản hợp đồng 3,5 năm với đội bóng hàng đầu Thụy Điển Djurgårdens IF vào ngày 14 tháng 7 năm 2016. Ngày 24 tháng 8 El Kabir ghi bàn thắng đầu tiên cho Djurgården, ghi hai bàn tại vòng loại Cúp bóng đá Thụy Điển với chiến thắng 5-1 trước Smedby AIS.
Vào ngày 19 tháng 2 năm 2018 El Kabir ký hợp đồng với Ural Yekaterinburg.

## Đời sống cá nhân
Othman El Kabir là em trai của Moestafa El Kabir.

## Thống kê sự nghiệp
Tính đến 13 tháng 5 năm 2018
| Câu lạc bộ          | Mùa giải            | Giải vô địch                | Giải vô địch | Giải vô địch | Cúp     | Cúp       | Châu lục | Châu lục  | Tổng cộng | Tổng cộng |
| Câu lạc bộ          | Mùa giải            | Hạng đấu                    | Số trận      | Bàn thắng    | Số trận | Bàn thắng | Số trận  | Bàn thắng | Số trận   | Bàn thắng |
| ------------------- | ------------------- | --------------------------- | ------------ | ------------ | ------- | --------- | -------- | --------- | --------- | --------- |
| Ängelholm           | 2013                | Superettan                  | 23           | 2            | 1       | 2         | –        | –         | 24        | 4         |
| Ängelholm           | 2014                | Superettan                  | 28           | 5            | 3       | 1         | –        | –         | 31        | 6         |
| Ängelholm           | Tổng cộng           | Tổng cộng                   | 51           | 7            | 4       | 3         | 0        | 0         | 55        | 10        |
| AFC Eskilstuna      | 2015                | Superettan                  | 27           | 8            | 4       | 1         | –        | –         | 31        | 9         |
| AFC Eskilstuna      | 2016                | Superettan                  | 15           | 6            | 3       | 1         | –        | –         | 18        | 7         |
| AFC Eskilstuna      | Tổng cộng           | Tổng cộng                   | 42           | 14           | 7       | 2         | 0        | 0         | 49        | 16        |
| Djurgården          | 2016                | Allsvenskan                 | 13           | 1            | 1       | 2         | –        | –         | 14        | 3         |
| Djurgården          | 2017                | Allsvenskan                 | 29           | 4            | 4       | 1         | –        | –         | 33        | 5         |
| Djurgården          | Tổng cộng           | Tổng cộng                   | 42           | 5            | 5       | 3         | 0        | 0         | 47        | 8         |
| Ural Yekaterinburg  | 2017–18             | Giải bóng đá ngoại hạng Nga | 10           | 3            | –       | –         | –        | –         | 10        | 3         |
| Tổng cộng sự nghiệp | Tổng cộng sự nghiệp | Tổng cộng sự nghiệp         | 145          | 29           | 16      | 8         | 0        | 0         | 161       | 37        |